# Jace Norman
Jace Lee Norman (Corrales, Új-Mexikó, 2000. március 21. –) amerikai színész. 2014 és 2020 között Henry Hartként szerepelt a Nickelodeon televíziós sorozatában, a Veszélyes Henryben.

## Élete
Norman Corralesben született. Van egy bátyja és egy nővére. Nyolcéves korában Dél-Kaliforniába költözött. Középiskolás korában diszlexiája miatt zaklatták.  

## Pályafutása
Norman 2012-ben kezdte színészi karrierjét a Disney Jessie című televíziós sorozatában való szereplésével. 2014 és 2020 között főszerepet játszott a Nickelodeon Veszélyes Henry című szitkomjában. Szerepelt a Nickelodeon filmjeiben, a 2015-ös Adam és Adamben (Splitting Adam) és a 2016-os Rufusban (a Rufus folytatását, a Rufus 2-t 2017-ben sugározta a Nickelodeon, amelyben Norman ismét főszerepet kapott). 2019-ben szerepelt a Nickelodeon filmjében, a Zöldfülű magánszimatban (Bixler High Private Eye), Xander DeWitt szerepében. 2017-ben, 2018-ban, 2019-ben és 2020-ban Norman nyerte el a Nickelodeon Kids' Choice Awardsot a kedvenc férfi tévésztár kategóriában. A 2021-es Kids' Choice Awardson zsinórban az ötödik Kids' Choice Awardját nyerte el ugyanebben a kategóriában. 2020 óta Norman a Nickelodeon Veszélyes Osztag (Danger Force) című sorozatának producere, amelyben vendégszerepelt is.

## Szerepei
| Év        | Eredeti cím             | Magyar cím           | Szerep                      | Megjegyzés      |
| --------- | ----------------------- | -------------------- | --------------------------- | --------------- |
| 2012      | Jessie                  | Jessie               | Finch                       | ---             |
| 2013      | The Thundermans         | A Thunderman család  | Flunky                      | ---             |
| 2014–2020 | Henry Danger            | Veszélyes Henry      | Henry Hart / Veszélyes Tini | Főszerep        |
| 2015      | Splitting Adam          | Adam és Adam         | Adam Baker                  | Televíziós film |
| 2016      | Rufus                   | Rufus                | Rufus                       | Televíziós film |
| 2017      | Rufus 2                 | Rufus 2              | Rufus                       | Televíziós film |
| 2017      | The Loud House          | A Lármás család      | Steak Stankco               | Szinkronhang    |
| 2018–2019 | Game Shakers            | Rázós játszma        | Henry Hart                  | ---             |
| 2018      | BLURT!                  | Ne szólj szám!       | Jeremy Martin               | Televíziós film |
| 2019      | Bixler High Private Eye | Zöldfülű magánszimat | Xander DeWitt               | Televíziós film |
| 2019      | The Substitute          | A helyettesítő tanár | Saját maga                  | ---             |
| 2020–2022 | Danger Force            | Veszélyes Osztag     | Henry Hart                  | Producer        |

## Díjak és jelölések
| Év   | Díj                 | Kategória                             | Eredmény |
| ---- | ------------------- | ------------------------------------- | -------- |
| 2016 | Kids' Choice Awards | Kedvenc férfi tévésztár - gyerekműsor | Jelölve  |
| 2017 | Kids' Choice Awards | Kedvenc férfi tévésztár               | Elnyerte |
| 2018 | Kids' Choice Awards | Kedvenc férfi tévésztár               | Elnyerte |
| 2019 | Kids' Choice Awards | Kedvenc férfi tévésztár               | Elnyerte |
| 2020 | Kids' Choice Awards | Kedvenc férfi tévésztár               | Elnyerte |
| 2021 | Kids' Choice Awards | Kedvenc férfi tévésztár               | Elnyerte |